# Nieuw-Annerveen
Nieuw-Annerveen (53° 04′ N, 6° 47′ L) é uma cidade dos Países Baixos, na província de Drente. Nieuw-Annerveen pertence ao município de Aa en Hunze, e está situada a 16 km, a leste de Assen.
A área de Nieuw-Annerveen, que também inclui as partes periféricas da cidade, bem como a zona rural circundante, tem uma população estimada em 110 habitantes.